# Roy Rogers (actor)
Leonard Franklin Slye, conocido como Roy Rogers (Cincinnati, Ohio, 5 de noviembre de 1911-Apple Valley, California, 6 de julio de 1998) fue un cantante y actor cowboy y presentador de televisión estadounidense.

## Primeros años
Sus padres eran Andrew ("Andy") y Mattie (Womack) Slye. Insatisfecho con su trabajo y con la vida urbana, Andy Slye y su hermano construyeron una casa flotante, y en julio de 1912 la familia flotó por el río Ohio hacia Portsmouth, Ohio. Allí adquirieron unas tierras y vivieron unos años, hasta que en 1919 se mudaron a una granja cercana a Lucasville, Ohio. En la granja Leonard tuvo un caballo con el cual aprendió a cabalgar.
Tras completar los estudios de octavo grado, Leonard Slye fue al instituto de McDermott, Ohio. Cuando tenía 17 años de edad su familia volvió a Cincinnati, donde su padre comenzó a trabajar en una fábrica de zapatos. Leonard dejó el instituto y entró a trabajar con su padre en la fábrica, a la vez que acudía a una escuela nocturna. En esta escuela fue ridiculizado por quedarse dormido, y por ello abandonó definitivamente sus estudios.
Su hermana mayor, Mary, en 1929 vivía en Lawndale (California) con su marido. Por ello la familia decidió trasladarse a California a pasar unos meses antes de volver a Ohio. Allí le surgió a Leonard la posibilidad de viajar por California con el suegro de Mary, y el resto de la familia les siguió en la primavera de 1930.
Sin embargo, con la llegada de la Gran Depresión la familia se encontró sin trabajo y viviendo en campamentos de trabajadores. En este ambiente Leonard cantaba y tocaba la guitarra. Viendo la cálida acogida que recibían sus interpretaciones decidió dedicarse a la música, viajando finalmente con su primo Stanley Slye a Los Ángeles y buscando trabajo como músicos llamados The Slye Brothers.
Leonard se casó en 1936 con Grace Arline Wilkins. En 1941 adoptaron una hija, Cheryl Darlene. En 1942 cambiaron legalmente sus nombres por los de Roy y Grace Arline Rogers. En 1942 tuvieron una hija, Linda Lou, y en 1946 otro hijo, Roy Jr. ("Dusty"). Sin embargo, Arline falleció a los pocos días como consecuencia de complicaciones del parto.

## Carrera
Tras cuatro años de poco éxito, en 1934 formó Sons of the Pioneers, un grupo de música cowboy. El grupo tuvo éxitos como las canciones "Cool Water" y "Tumbling Tumbleweeds".
Desde su primera actuación cinematográfica en 1935, trabajó constantemente en el género western, incluyendo un gran papel de reparto como cowboy cantante, todavía bajo el nombre de "Leonard Slye", en una película de Gene Autry. En 1938, cuando Autry dejó temporalmente su contrato cinematográfico, Slye cambió inmediatamente su nombre por el de "Roy Rogers" y asumió el primer papel de Under Western Stars. Rogers se convirtió en un ídolo y en una figura legendaria. A Gene Autry le había surgido un competidor como cantante cowboy favorito del país. Además de trabajar en sus propias películas, Rogers hizo un papel de reparto en el clásico de John Wayne Dark Command (1940). Rogers se convirtió en una atracción para la taquilla, y su futura esposa Dale Evans trabajó con él en una película en 1945.
Roy y Dale se casaron en 1947 en Davis, Oklahoma, donde unos meses antes habían filmado "Home In Oklahoma". Roy y Dale permanecieron casados hasta la muerte del artista en 1998.
Rogers fue un ídolo del público infantil gracias a sus programas televisivos y a sus películas. La mayor parte de sus filmes tras la Segunda Guerra Mundial se rodó en Trucolor, cuando casi todo el cine de serie B de la época se filmaba en blanco y negro. En algunas de sus películas había una trama animal, con el caballo de Rogers, un palomino dorado llamado Trigger, centrando la acción. Rogers también aparecía acompañado de un pastor alemán llamado Bullet. Hizo más de cien títulos de su serie. El show se emitió por la radio durante nueve años, y después por la televisión entre 1951 y 1957. En estas producciones usualmente existía un compañero, a menudo Pat Brady, o Gabby Hayes. El mote de Rogers era «Rey de los Cowboys», y el de Dale era «Reina del Oeste».
En 1940 Rogers puso una cláusula en su contrato con el estudio por la cual él tenía derechos sobre su imagen, su voz y su nombre con vistas a su comercialización. Así, hubo una figura de acción de Roy Rogers, novelas de aventuras cowboy, una tira de cómic, juguetes, una serie de libros de cómic de Dell Comics (Roy Rogers Comics) escrita por Gaylord Du Bois, y diversos éxitos comerciales. Solamente Walt Disney superaba a Rogers en la comercialización de artículos propios.
El grupo Sons of the Pioneers conservó su fama entrada la década de 1950, aunque Rogers ya no era miembro por entonces. Sin embargo, siguieron actuando como grupo de apoyo en sus intervenciones para el cine, la radio y la televisión.
En agosto de 1950, Dale y Roy tuvieron una hija, Robin Elizabeth, que falleció a causa de complicaciones de un Síndrome de Down poco antes de cumplir los dos años. Evans escribió sobre ello en su libro Angel Unaware.
Además, ambos se declaraban cristianos, y Rogers era Francmasón y Shriner. El matrimonio era partidario de la adopción, y por ello adoptaron varios niños. También colaboraron en diversos proyectos de caridad infantil. Por ello, en Apple Valley, California, donde residían, numerosas vías públicas y edificios llevan su nombre en reconocimiento de sus esfuerzos en pro de las personas sin hogar y de los niños discapacitados.
En el otoño de 1962 la pareja presentó un programa de variedades en clave de humor y western, The Roy Rogers and Dale Evans Show, emitido por la ABC. Se canceló a los tres meses, al no lograr competir con la audiencia de The Jackie Gleason Show, en la CBS.
Rogers poseía una empresa en Hollywood que producía su propia serie. También filmaba otros productos, como la serie western de 1955-1956 emitida por la CBS Brave Eagle, interpretada por Keith Larsen, Kim Winona, y Anthony Numkena.

## Premios y reconocimientos
Por su contribución a la industria cinematográfica, Roy Rogers tiene una estrella en el Paseo de la Fama de Hollywood, en el 1752 de Vine Street. Por su contribución a la radio tiene una segunda estrella, en el 1733 de la misma vía. Finalmente, en el 1620 tiene una estrella por su actividad televisiva.
Roy y Dale fueron incluidos en el Western Performers Hall of Fame del National Cowboy & Western Heritage Museum en Oklahoma City, Oklahoma en 1976. Rogers entró de nuevo en 1995 como miembro de Sons of the Pioneers. También fue elegido en dos ocasiones para entrar en el Museo y Salón de la Fama del Country, primero en 1980 como miembro del grupo Sons of the Pioneers, y después en 1988 como solista.

## Fallecimiento
Rogers falleció a causa de una insuficiencia cardíaca en 1998 en Apple Valley, California. Fue enterrado en el Cementerio Sunset Hills de Apple Valley.
Elton John le dedicó una canción que lleva su nombre.

## Filmografía
| - Slightly Static (1935) (sin acreditar) .... Miembro de Sons of the Pioneers - The Old Homestead (1935) (como Leonard Slye) .... Sons of the Pioneers - Way Up Thar (1935) (como Leonard Slye) .... Miembro de la banda - Gallant Defender (1935) (sin acreditar) .... Nester (Sons of the Pioneers) - The Mysterious Avenger (1936) (como Len Slye) .... El músico Len - Song of the Saddle (1936) (sin acreditar) .... Guitarrista de Sons of the Pioneers - Rhythm on the Range (1936) (sin acreditar) .... Leonard (Sons of the Pioneers) - California Mail (1936) (sin acreditar) .... Square Dance Caller y Guitarrista - The Big Show (1936) (sin acreditar) .... Guitarrista de Sons of the Pioneers - The Old Corral (1936) (sin acreditar) .... Buck O'Keefe - The Old Wyoming Trail (1937) (sin acreditar) .... Guitarrista/Cantante/Cowhand - Wild Horse Rodeo (1937) (como Dick Weston) .... Cantante - The Old Barn Dance (1938) (como Dick Weston) .... Cantante - Under Western Stars (1938) .... Roy Rogers - Billy the Kid Returns (1938) .... Roy Rogers/Billy el Niño - A Feud There Was (1938) (sin acreditar) .... Egghead/Elmer Singing Voice - Come On, Rangers (1938) .... Roy Rogers - Shine On, Harvest Moon (1938) .... Roy Rogers - Rough Riders' Round-up (1939) .... Roy Rogers - Southward Ho (1939) .... Roy - Frontier Pony Express (1939) .... Roy Roger - In Old Caliente (1939) .... Roy Rogers - Wall Street Cowboy (1939) .... Roy Rogers - The Arizona Kid (1939) .... Roy Rogers/The Arizona Kid - Jeepers Creepers (1939) .... Roy - Saga of Death Valley (1939) .... Roy Rogers - Days of Jesse James (1939) .... Roy Rogers - Dark Command (1940) .... Fletcher 'Fletch' McCloud - Young Buffalo Bill (1940) .... Bill Cody - The Carson City Kid (1940) .... The Carson City Kid - The Ranger and the Lady (1940) .... Capitán Texas Ranger Roy Colt - Colorado (1940) .... Teniente Jerry Burke - Young Bill Hickok (1940) .... 'Wild' Bill Hickok - The Border Legion (1940) .... Dr. Stephen Kellogg - Steve Kells - Robin Hood of the Pecos (1941) .... Vance Corbin - Arkansas Judge (1941) .... Tom Martel - In Old Cheyenne' (1941) .... Steve Blane - Sheriff of Tombstone (1941) .... Brett Starr - Nevada City (1941) .... Jeff Connors - Bad Man of Deadwood (1941) .... Brett Starr - Bill Brady - Jesse James at Bay (1941) .... Jesse James/Clint Burns - Red River Valley (1941) .... Roy Rogers - Man from Cheyenne (1942) .... Roy Rogers - South of Santa Fe (1942) .... Roy Rogers - Sunset on the Desert (1942) .... Roy Rogers & Deputy Bill Sloan - Romance on the Range (1942) .... Roy Rogers - Sons of the Pioneers (1942) .... Roy Rogers - Sunset Serenade (1942) .... Roy Rogers - Heart of the Golden West (1942) .... Roy Rogers - Ridin' Down the Canyon (1942) .... Roy Rogers - Idaho (1943) .... Roy Rogers - King of the Cowboys (1943) .... Roy Rogers | - Song of Texas (1943) .... Roy Rogers - Silver Spurs (1943) .... Roy Rogers - Hands Across the Border (1944) .... Roy Rogers - Cowboy and the Senorita (1944) .... Roy Rogers - The Yellow Rose of Texas (1944) .... Roy Rogers - Song of Nevada (1944) .... Roy Rogers - San Fernando Valley (1944) .... Roy Rogers - Lights of Old Santa Fe (1944) .... Roy Rogers - Hollywood Canteen (1944) .... Roy Rogers y Trigger - Utah (1945) .... Roy Rogers - Where Do We Go from Here? (1945) (escenas borradas) - Bells of Rosarita (1945) .... Roy Rogers - The Man from Oklahoma (1945) .... Roy Rogers - Along the Navajo Trail (1945) .... Roy Rogers - Sunset in El Dorado (1945) .... Roy Rogers - Don't Fence Me In (1945) .... Roy Rogers - Song of Arizona (1946) .... Roy Rogers - Rainbow Over Texas (1946) .... Roy Rogers - My Pal Trigger (1946) .... Roy Rogers - Under Nevada Skies (1946) .... Roy Rogers - Roll on Texas Moon (1946) .... Roy Rogers - Home in Oklahoma (1946) .... Roy Rogers - Out California Way (1946) .... Roy Rogers - Heldorado (1946) .... Nevada State Ranger Roy Rogers - Apache Rose (1947) .... Roy Rogers - Bells of San Angelo (1947) .... Roy Rogers - Springtime in the Sierras (1947) .... Roy Rogers - On the Old Spanish Trail (1947) .... Roy Rogers - Pecos Bill (1948) .... Roy Rogers - The Gay Ranchero (1948) .... Sheriff Roy Rogers - Under California Stars(1948) .... Roy Rogers - Eyes of Texas (1948) .... U.S. Marshal Roy Rogers - Night Time in Nevada (1948) .... Roy Rogers - Grand Canyon Trail (1948) .... Roy Rogers - The Far Frontier (1948) .... Roy Rogers - Susanna Pass (1949) .... Roy Rogers - Down Dakota Way (1949) .... Roy Rogers - The Golden Stallion (1949) .... Roy Rogers - Bells of Coronado (1950) .... Roy Rogers - Twilight in the Sierras (1950) .... State Parole Officer Roy Rogers - Trigger, Jr. (1950) .... Roy Rogers - Sunset in the West (1950) .... Roy Rogers - North of the Great Divide (1950) .... Roy Rogers - Trail of Robin Hood (1950) .... Roy Rogers - Spoilers of the Plains (1951) .... Roy Rogers - Heart of the Rockies (1951) .... Roy Rogers - In Old Amarillo (1951) .... Roy Rogers - South of Caliente (1951) .... Roy Rogers - Pals of the Golden West (1951) .... Roy Rogers - Son of Paleface (1952) .... Roy Barton - Alias Jesse James (1959) (sin acreditar) .... Roy Rogers - Mackintosh and T.J. (1975) .... Mackintosh |

## Discografía seleccionada

### Álbumes
| Año  | Álbum                          | Posición en la lista de éxitos | Posición en la lista de éxitos | Sello        |
| Año  | Álbum                          | Álbumes de Country             | Billboard 200                  | Sello        |
| ---- | ------------------------------ | ------------------------------ | ------------------------------ | ------------ |
| 1970 | The Country Side of Roy Rogers | 40                             |                                | Capitol      |
| 1971 | A Man from Duck Run            | 34                             |                                | Capitol      |
| 1975 | Happy Trails to You            | 35                             |                                | 20th Century |
| 1991 | Tribute                        | 17                             | 113                            | RCA          |

### Sencillos
| Año  | Sencillo                                                                         | Posiciones en la lista de éxitos | Posiciones en la lista de éxitos | Álbum                                 |
| Año  | Sencillo                                                                         | Hot Country Songs                | CAN Country                      | Álbum                                 |
| ---- | -------------------------------------------------------------------------------- | -------------------------------- | -------------------------------- | ------------------------------------- |
| 1946 | "A Little White Cross on the Hill"                                               | 7                                | —                                | Solo single                           |
| 1947 | "My Chickashay Gal"                                                              | 4                                | —                                | Solo single                           |
| 1948 | "Blue Shadows on the Trail" (Roy Rogers y los Sons of the Pioneers)              | 6                                | —                                | Solo single                           |
| 1948 | "(There'll Never Be Another) Pecos Bill" (Roy Rogers y los Sons of the Pioneers) | 13                               | —                                | Solo single                           |
| 1950 | "Stampede"                                                                       | 8                                | —                                | Solo single                           |
| 1970 | "Money Can't Buy Love"                                                           | 35                               | —                                | The Country Side of Roy Rogers        |
| 1971 | "Lovenworth"                                                                     | 12                               | 33                               | A Man from Duck Run                   |
| 1971 | "Happy Anniversary"                                                              | 47                               | —                                | A Man from Duck Run                   |
| 1972 | "These Are the Good Old Days"                                                    | 73                               | —                                | Single only                           |
| 1974 | "Hoppy, Gene and Me"                                                             | 15                               | 12                               | Happy Trails to You                   |
| 1980 | "Ride Concrete Cowboy, Ride" (Roy Rogers y los Sons of the Pioneers)             | 80                               | —                                | Smokey & the Bandit II (banda sonora) |
| 1991 | "Hold on Partner" (w/ Clint Black)                                               | 42                               | 48                               | Tribute                               |

## Canciones populares grabadas por Roy Rogers
- "Don't Fence Me In"
- "Hold That Critter Down"
- "Little White Cross On The Hill"
- "One More Ride"
- "Ride Ranger Ride"
- "That Pioneer Mother Of Mine"
- "Tumbling Tumbleweeds"
- "Way Out There" (cantada y a la tirolesa)
- "Why, Oh Why, Did I Ever Leave Wyoming?"
- "Hold On Partner" (dueto con Clint Black)